# Rie Cramer
Marie Cramer, detta Rie (Sukabumi, 10 ottobre 1887 – Laren, 16 luglio 1977), è stata una scrittrice e illustratrice olandese nota insieme a 
Henriette Willebeek le Mair e Nelly Bodenheim come tra le più importanti illustratrici olandesi per bambini tra le due guerre mondiali. Occasionalmente ha usato lo pseudonimo maschile Marc Holman.

## Biografia
Ha studiato presso Koninklijke Academie van Beeldende Kunsten di L'Aia diplomandosi nel 1907.
Rie Cramer è meglio conosciuta per le sue numerose illustrazioni per libri per bambini, alcuni dei quali ha anche scritto, ma ha anche illustrato letteratura per adulti, tra cui opere di Shakespeare. Per molti anni, lei e Anton Pieck sono stati i due principali illustratori di Zonneschijn, una rivista introdotta nel 1924 che divenne la rivista giovanile laica più importante dei Paesi Bassi fino alla sua chiusura nel 1943. 
Creò anche scenografie e costumi per il teatro e per il padiglione olandese all'Esposizione Universale di New York del 1939.

## Opere

### Testo e Illustrazioni
- Tien kleine negertjes (1929)
- Babette Josselin, genaamd Babs (1931)
- Het hazekind (1931)
- De reizen van Olle Patolle (1932)
- Mijn liefste versjes (1932)
- Drie meisjes op een flat (1933)
- Dokter Levertraan (1934)
- Dommie-Dik (1934)
- Luilekkerland (1934)
- Pommie (1934)
- Mariolijne. Versjes voor kinderen (ca. 1935)
- A is een aapje (1936)
- Hans wou niet naar school toe gaan (1937)
- Het huis van Adriaan (1937)
- Vrouw Hubbard en haar hondje (1937)
- Augustus, oogstmaand (1938)
- December, wintermaand (1938)
- Januari, louwmaand (1938)
- Juli, hooimaand (1938)
- Juni, zomermaand (1938)
- Mei, bloeimaand (1938)
- November, slachtmaand (1938)
- October, slachtmaand (1938)
- September, herfstmaand (1938)
- April, grasmaand (1939)
- Februari, sprokkelmaand (1939)
- Maart, lentemaand (1939)
- Katrientje (1940)
- Rut Wijgant (1947)
- An en Jan. Leesboekjes voor het eerste
- leerjaar (1949)
- Zus en ik (ca. 1950)
- Gullivers reizen (1953)
- Rie Cramer (1973)
- Kindjes boek (1987)

### Illustrazioni
- Zoo komen snoepers te pas (1933)
- De herder met de sterrenoogen (1934)
- Dokter Levertraan (1934)
- Ellie (1934)
- En nu? ... (1934)
- Pikkie Duimelot bij Oom Langejaap. Een groot verhaal voor kleine kleuters (1934)
- Allermerkwaardigste avonturen van de aardige aapjes van admiraal Adrianus Apekolio. Alfabet voor allen (1935)
- Het jaar van Juup en Toby (1935)
- Assepoester (1937)
- De gouden gans (1937)
- De schone slaapster in het bos (1937)
- Koko Duimelot bij oom Korteknaap. Een groot verhaal voor kleine kleuters (1937)
- Roodkapje (1937)
- Sneeuwwitje (1937)
- Speelmakkers. Verhaaltjes en versjes voor de kleintjes (1937)
- De gelaarsde kat (1938)
- Hans Andersen's fairy tales (1944)
- Sprookjes en vertellingen (1949)
- In de groei (1970)
- Piet en Nel (1975)